# Parque nacional Girkan
El Parque nacional Girkan (en azerí: Hirkan Milli Parkı) es una espacio protegido en Azerbaiyán. Fue creada sobre una superficie en los distritos administrativos (rayón) de Lənkəran y Astara el 9 de febrero de 2004 sobre la base de una antigua reserva estatal creada en diciembre de 1936 durante el período soviético. Es una región montañosa completamente cubierta de bosques primarios, y está estrictamente protegida. Su territorio es de 42.797 hectáreas (427,97 kilómetros cuadrados).
El parque nacionalñ Girkan protege los bosques subtropicales húmedos y templados húmedos en la zona de la llanura de Lenkaran y los montes Talysh, protegiendo muchas especies de animales y plantas endémicas.
El ecosistema del parque Girkan, pertenece a la ecorregión bosques mixtos hircanos del Caspio (Girkan), una zona de exuberante llanura y bosques (subtropicales y templados) que cubren completamente los montes Talysh y cubren parcialmente la llanura Lankaran.

## Clima
El parque nacional Girkan normalmente tiene una humedad muy alta y precipitaciones a lo largo de todo el año, con una media de 1.400 mm a 1.600 mm por año en las llanuras a 1.800 mm por año en las montañas. La precipitación anual máxima es la precipitación más alta en Azerbaiyán. La reserva estatal Girkan tiene un clima húmedo subtropical en la llanura, un clima oceánico en las elevaciones medias y un clima húmedo continental en la cima de las montañas.
La variedad de elevaciones, la abundante pluviosidad, y la presencia de bosques primarios dan al parque una inusual riqueza de biota.

## Flora y fauna
Esta área conserva muchas especies de plantas endémicas, restos del período terciario que no se vieron afectados por las glaciaciones del Plioceno y del Pleistoceno.
Los bosques hircanos del Caspio (Girkan) tienen 150 especies endémicas de árboles y arbustos de entre 435 especies de árboles y bosques. Algunas especies endémicas de árboles y bosques son, el boj (Buxus hyrcana), el peral hircaniano (Pyrus communis subsp. caucasica), la Albizia julibrissin, el roble hoja de castaño (Quercus castaneifolia), el Diospyros lotus, Gleditsia caspica, Parrotia persica, rusco (Ruscus aculeatus), entre muchos otros.
Hay varias subespecies endémicas de aves, entre las cuales son comunes una subespecie del titmouse, el (Poecile hyrcanus); y una subespecie del faisán común (Phasianus colchicus colchicus) propia de los montes Talysh.
El leopardo de Persia (Panthera pardus saxicolor) subespecie del leopardo, vive en las regiones meridionales de Azerbaiyán, principalmente en los montes Talysh, Nagorno-Karabaj y Najicheván. A pesar de ocasionales avistamientos, no queda claro si los leopardos se han extinguido o no en Azerbaiyán a finales de los noventa hasta que un ejemplo fue captado por una cámara en marzo de 2007 en la reserva estatal Girkan.
La parte de llanura de la reserva estatal de Girkan ("Bosque de Moscú") queda dentro de la llanura de Lankaran. El bosque de Moscú es la única parte que se conserva del bosque mixto hircano del Caspio que cubrieron la mayor parte de las tierras bajas, que más tarde fue eliminado para la agricultura.
Sin embargo, hay un programa de reforestación de la llanura, en un lote no boscoso designado que es la única tierra no cultivada en la llanura, para (parcialmente debido a que la llanura de Lankaran es demasiado valiosa por su productividad agrícola para Azerbaiyán, para entregarla a la reforestación) restaurar la ecología a su estado boscoso anterior. Este lote se convertirá en el segundo bosque en la llanura después del Bosque de Moscú y una vez que esté reforestado, se convertirá en una parte adicional de la reserva estatal Girkan en la llanura.
En 2004, se estableció el parque nacional Girkan sobre la base de la reserva estatal.

## Solicitud ante la Unesco
Con el propósito de incluir la reserva estatal Girkan y los bosques caspio hircanos (Girkan) respectivamente en los programas de la Unesco lista de lugares Patrimonio de la Humanidad de la Unesco y reserva de la biosfera, se sustanciaron documentos desde el punto de vista científico y presentados ante el Secretariado de la Unesco.

## Filatelia

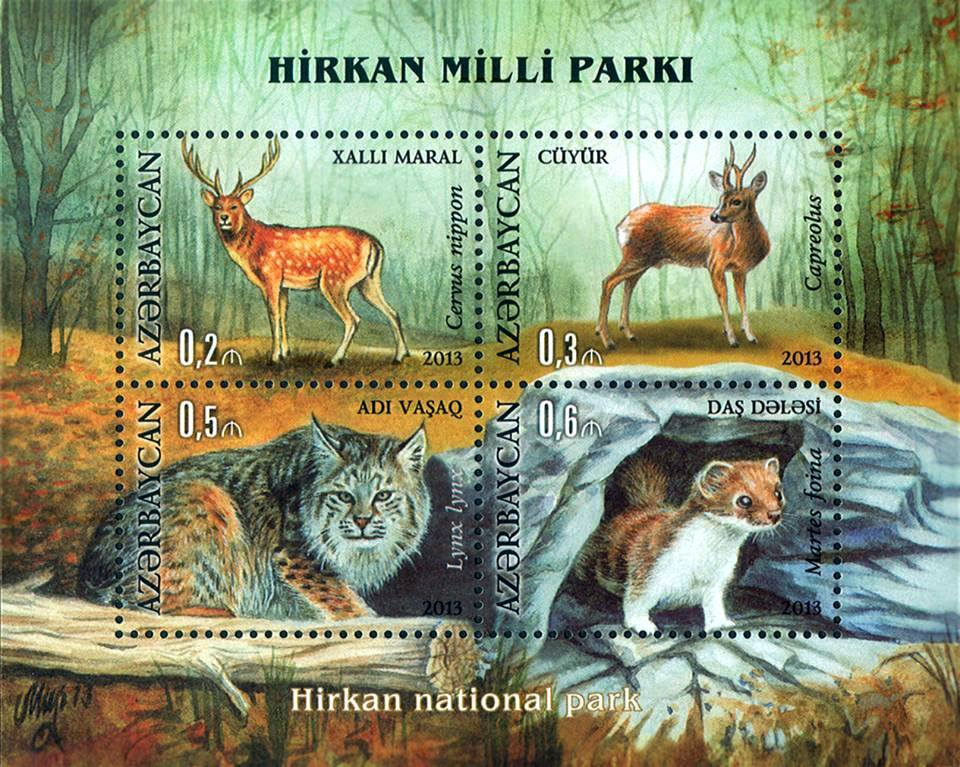
Sellos de Azerbaiyán, 2013
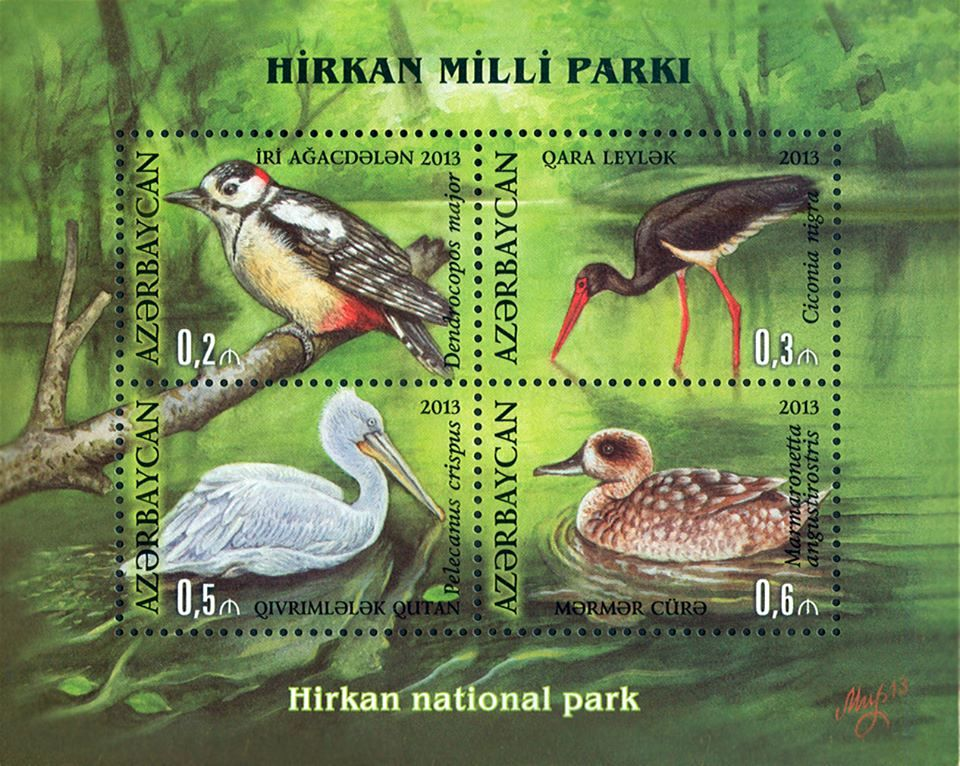
Sellos de Azerbaiyán, 2013